# Cyathea strigosa
Cyathea strigosa är en ormbunkeart som beskrevs av Christ. Cyathea strigosa ingår i släktet Cyathea och familjen Cyatheaceae. Inga underarter finns listade.